# 萱生統
萱生 統（かよお みのる、1940年12月30日 - ）は、日本の経営者。エスエス製薬社長、会長を務めた。

## 経歴・人物
神奈川県出身。1964年に明治大学政治経済学部を卒業し、同年にエスエス製薬に入社した。1984年に取締役、1994年6月に常務、1998年2月に専務、1999年7月に副社長を経て、2001年6月に社長に就任した。2005年6月に相談役に退いた。